# Legumbre

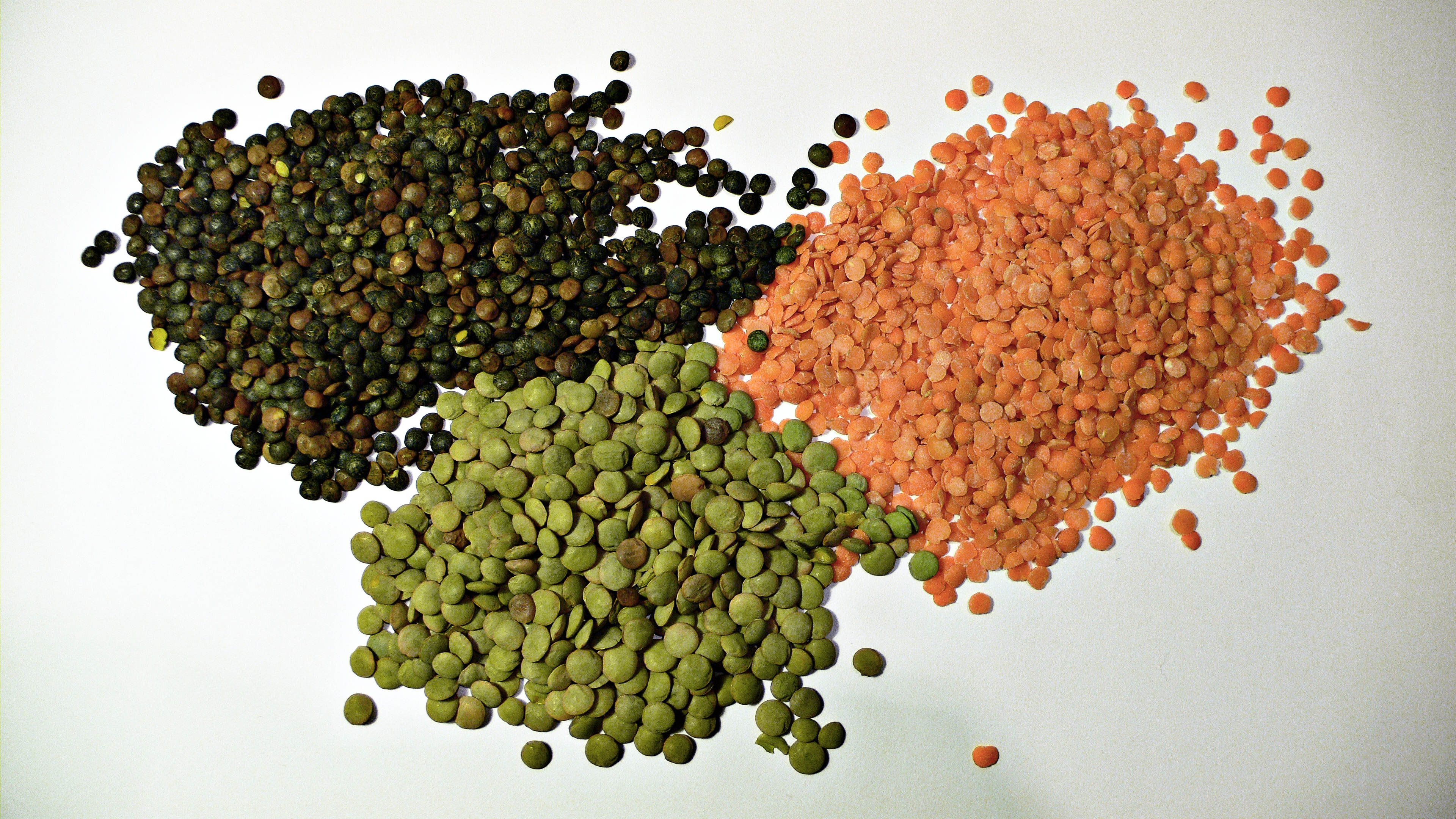
Tres tipos de lentejas.

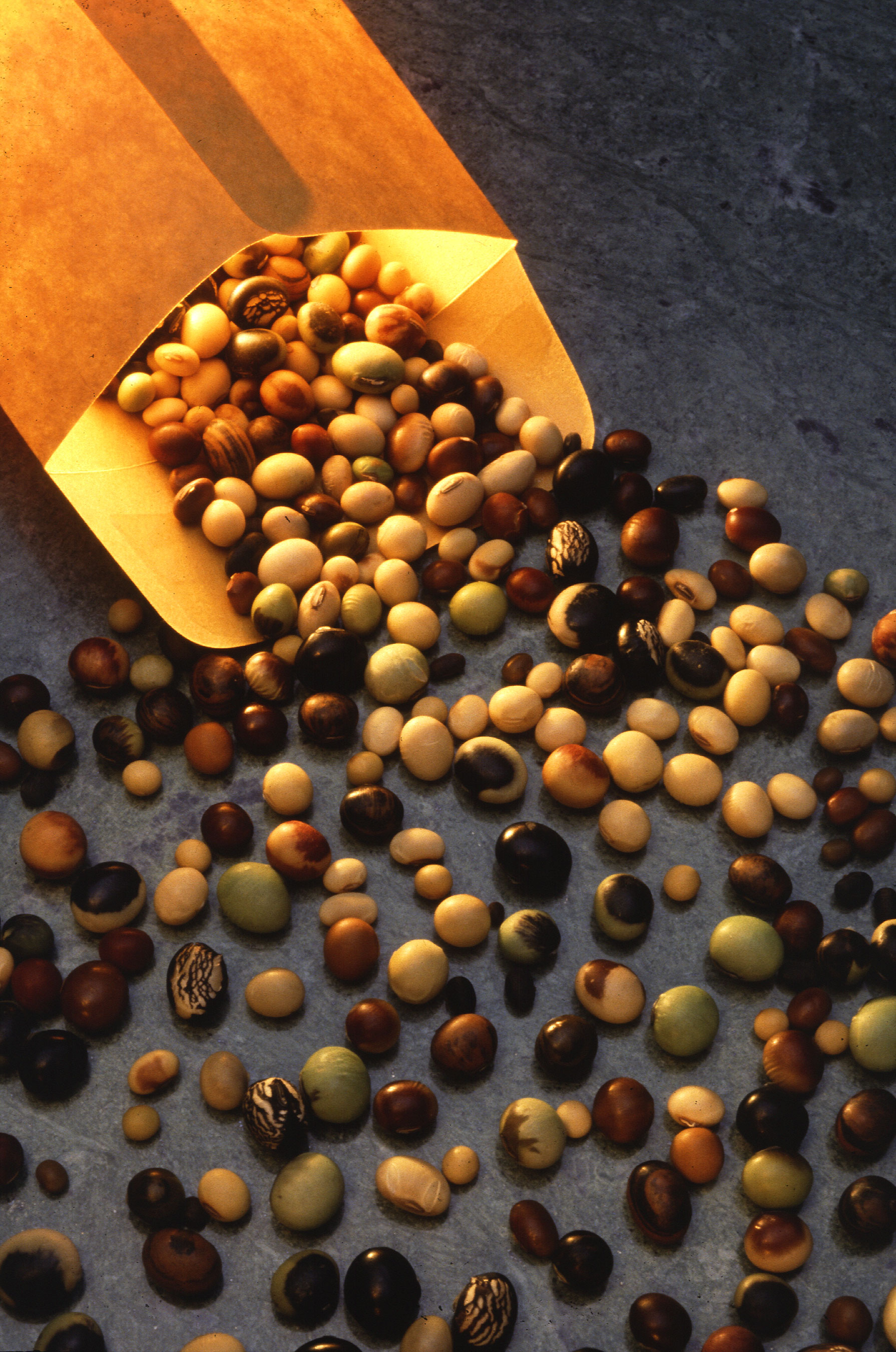
Semillas de soja.

Se denomina legumbre (del latín legumen) a la semilla contenida en las plantas de la familia de las leguminosas (Leguminosae).
Las legumbres constituyen un grupo de alimentos muy homogéneo, desarrollados a partir del gineceo, de un solo carpelo y que se abre tanto por la sutura ventral como por el nervio dorsal, en dos valvas y con las semillas en una hilera ventral. Estas vainas suelen ser rectas y carnosas. Por lo general poseen una carne interior esponjosa, aterciopelada y de color blanco. Su parte interna corresponde al mesocarpio y al endocarpio del fruto.
El tamaño de las legumbres varía desde un milímetro o poco más hasta cincuenta milímetros. Su forma, aunque en la mayoría de los casos es alargada y comprimida, como la de las judías, frijoles o habichuelas, varía muchísimo.
Estos frutos pertenecen al gran grupo de las plantas leguminosas (familia Fabaceae) y, a pesar del gran número de especies que componen esta familia, las utilizadas para la alimentación humana y del ganado son relativamente pocas.
La parte de la planta consumida en alimentación animal y humana varía entre las distintas especies de leguminosas. En la mayor parte de los casos, la parte comestible coincide con la utilizada por la planta como almacén de sustancias de reserva. La gran variación existente en la parte consumida es una consecuencia de la diversidad de estrategias utilizadas por las leguminosas para su adaptación a los medios más diversos.
En algunas regiones de algunos países (como Venezuela y Colombia, por ejemplo) el término legumbres viene a ser sinónimo de verduras en general.

## Principales legumbres

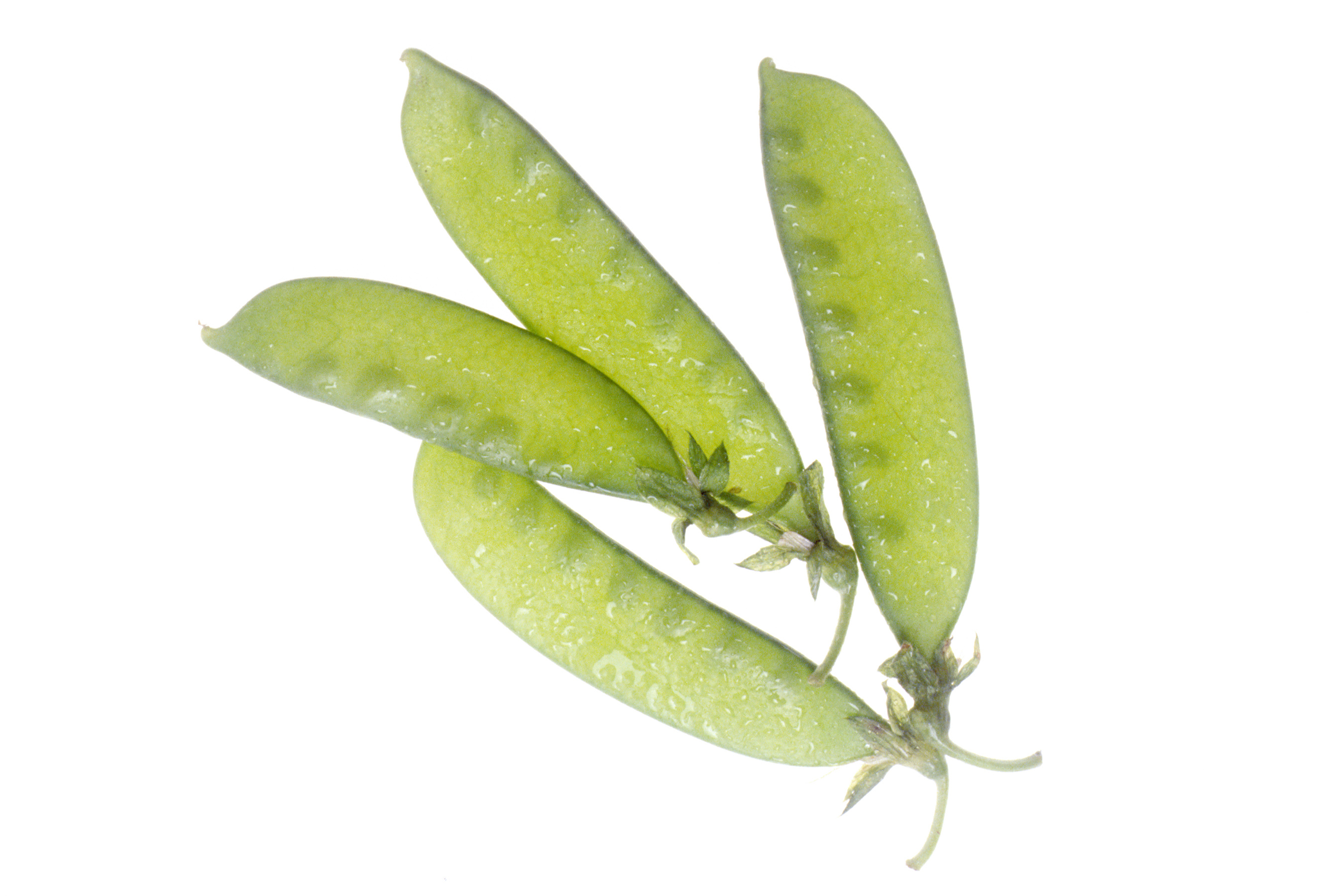
Vainas de arvejas

Las principales legumbres consumidas en la alimentación humana son:
- Alfalfa (Medicago)
- Almorta (Lathyrus sativus)
- Guisante, arveja, alverja o chícharo (Pisum sativum)
- Fríjol, poroto, judía, alubia o habichuela (Phaseolus vulgaris)
- Garbanzo (Cicer arietinum)
- Haba (Vicia faba)
- Ejote, judía verde, chaucha, vainica, vainita o poroto verde (Phaseolus vulgaris)
- Lenteja (Lens culinaris)
- Lupino, altramuz o chocho (Lupinus)
- Maní, cacahuate o cacahuete (Arachis hypogaea)
- Soja o soya (Glycine max)
- Arveja o alverja (Vicia sativa)
- Azuki (Vigna angularis)

## Composición

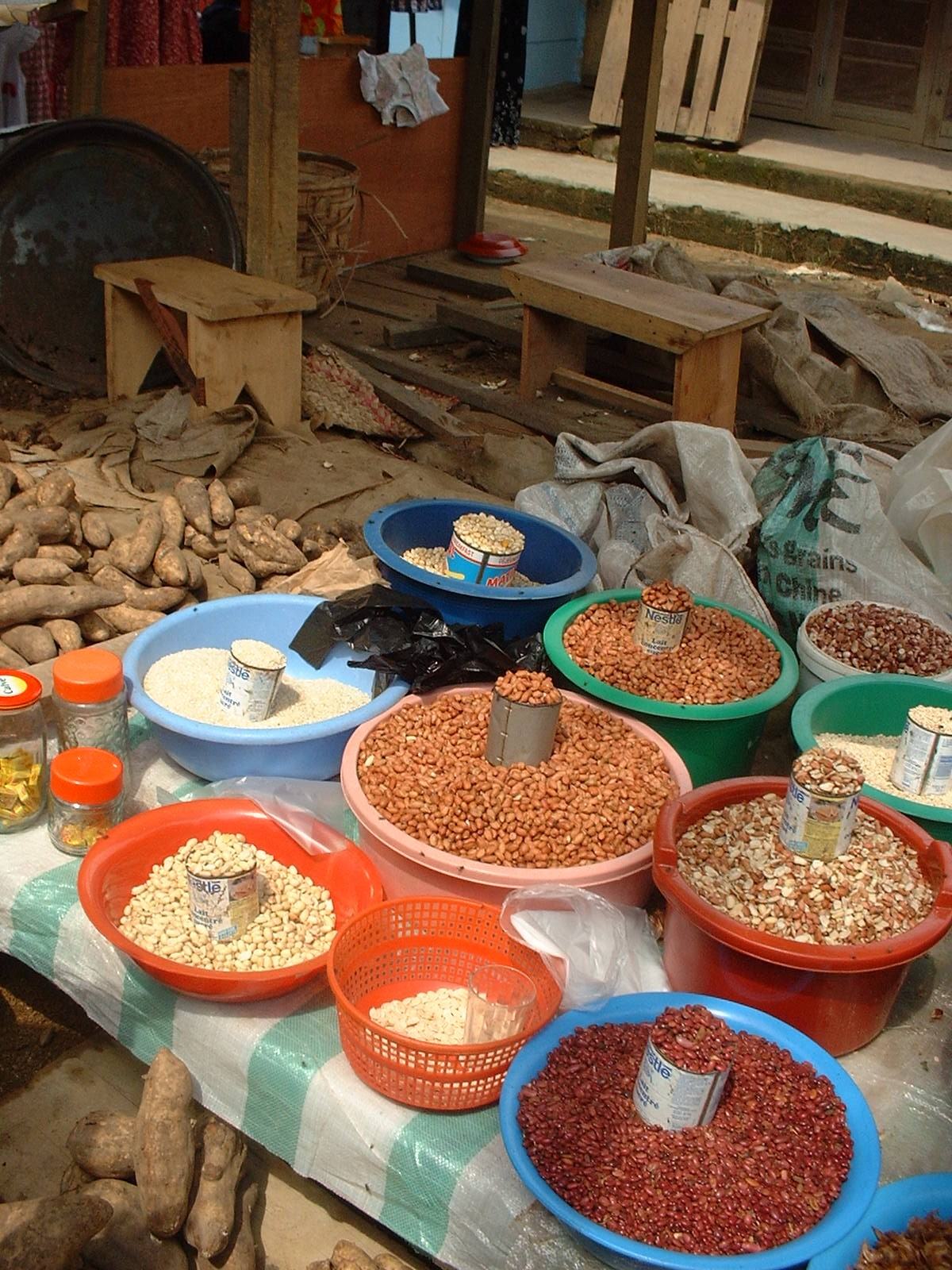
Legumbres en un mercado.

Las legumbres han sido cultivadas durante siglos por una gran variedad de culturas. Se pueden considerar alimentos nutricionalmente recomendables teniendo en cuenta su composición en proteínas, hidratos de carbono, lípidos, fibra, minerales y vitaminas.
Las legumbres son bastante parecidas entre ellas en su composición de nutrientes, el cual varía un poco en el cacahuete y la soja ya que el contenido de lípidos en estos puede alcanzar el 18 %, frente a un 4 % en el resto de legumbres.

### Proteínas
En la mayoría de los casos las legumbres poseen entre el 20 % y el 25 % de su peso en proteínas; pero esta cantidad es más alta en los cacahuetes y en la soja llegando hasta el 38 %. Debido a este alto porcentaje de proteínas o sustancias nitrogenadas, las semillas de leguminosas han constituido el complemento más utilizado para aumentar el contenido en proteínas de las raciones concentradas que se suelen administrar a aves, cerdos y conejos y otros tipos de alimentación del ganado.
Las variedades de legumbres consumidas por el hombre tienen un importante contenido en proteínas, con una buena proporción de aminoácidos esenciales. De hecho, aunque no proporcionan todos estos, (suelen ser escasas en metionina) las legumbres constituyen un grupo especial dentro de los alimentos de origen vegetal, comparables a los cereales, con los que se complementan, compensando su escasez en lisina.

### Hidratos de carbono
La cantidad de hidratos de carbono en las legumbres es de alrededor del 60 %. Las legumbres son, por tanto, alimentos de origen vegetal ricos en hidratos de carbono (igual que las patatas, los cereales y las frutas) que contienen polisacáridos o azúcares complejos como el almidón, azúcares simples como la sacarosa, glucosa, fructosa, galactosa rafinosa y la estaquiosa, y oligosacáridos a menudo presentes en las paredes celulares, que les proporciona sus especiales características de textura.
Como todo alimento que proporciona calorías, su «capacidad» de engordar está directamente ligada a las cantidades que se ingieran y al «acompañamiento» o «sacramentos», es decir, los alimentos que se ingieran con ellas, como chorizo, panceta, oreja, etcétera.
Los hidratos de carbono no son imprescindibles para el hombre pero sin ellos, la dieta no es correcta. Desde el punto de vista nutricional, prescindir de las legumbres en individuos sanos supone una mala alimentación. Solo hay que adaptar las dosis a cada variedad de legumbre. En el caso extremo y poco recomendable de que se eliminen, se debe aumentar la cantidad ingerida de grasas o proteínas para así aportar la energía necesaria al organismo. Las judías verdes, guisantes y habas cuando se comen tiernas, tienen un valor calórico inferior que el mismo peso en seco, porque la cantidad de agua es más elevada, aunque en general su composición es muy parecida.
La idea de que las legumbres se digieren mal es errónea ya que el proceso de digestión se realiza en su práctica totalidad en condiciones normales en individuos sanos, con la gran ventaja de que son carbohidratos de lenta asimilación. La causa de esta creencia puede estar originada en los síntomas que se presentan en el intestino grueso, con formación de gases y dilatación. Estos se deben a la fermentación de los azúcares no digeribles (hidratos de carbono complejos y fibra), que en personas con trastornos gastrointestinales pueden acentuarse por el alto contenido de proteínas en las legumbres.
Los carbohidratos determinan el comportamiento de la legumbre en la cocción: la absorción de agua durante el proceso, la textura de la legumbre cocinada (más o menos suave, más o menos 'mantecosa' o 'harinosa'), la elasticidad de las paredes celulares por la pectina contenida en ellas, etc.

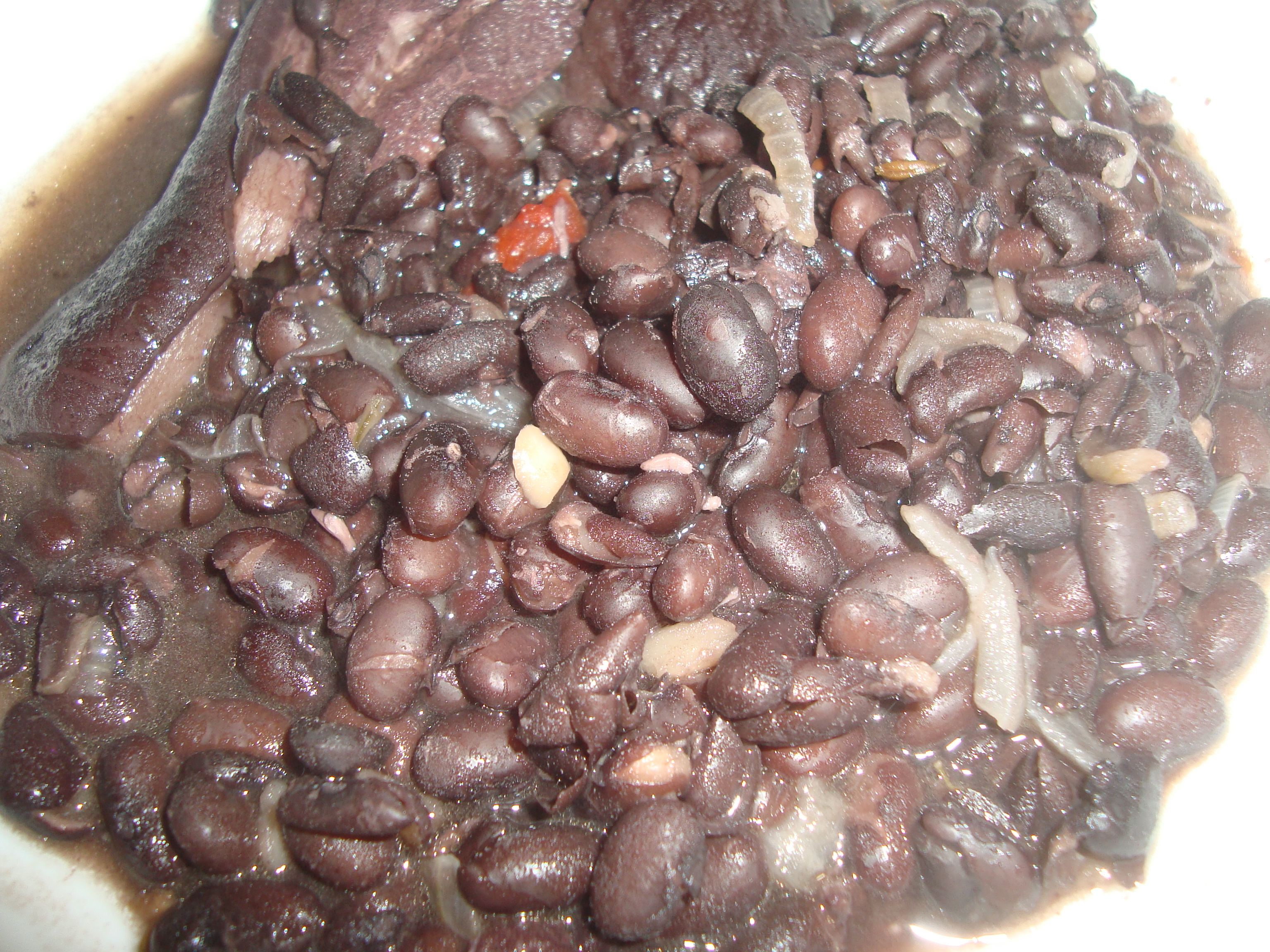
Guiso de frijoles negros.

### Fibra dietética
Las legumbres son una fuente rica de fibra dietética ya que los hidratos de carbono complejos, como la celulosa, forman parte de la estructura de la pared celular de los vegetales y que no son absorbidos por el aparato digestivo humano. Las legumbres poseen entre el 11 y el 25% de fibra dietética y son, junto con los cereales, la principal fuente de esta. Este nutriente tiene efectos preventivos frente a la obesidad, diabetes mellitus, estreñimiento, diverticulitis y el cáncer de colon. Se ha demostrado que elevadas dosis de fibra alimenticia reducen el nivel de colesterol.

### Micronutrientes
Las legumbres tienen cantidades importantes de hierro, cobre, níquel, carotenoides, vitamina B1, niacina, y constituyen una fuente importante de ácido fólico. Diversos estudios de investigación indican que la ingesta de alimentos ricos en folatos puede prevenir las enfermedades coronarias. Tienen buenas cantidades de calcio y hierro, aunque de peor asimilación que el de la carne o la leche, y son una buena fuente de vitaminas del grupo B.
Sin embargo las legumbres no presentan cantidades apreciables de vitamina C, excepto cuando germinan o están verdes.

### Lípidos
Las legumbres tienen bajo contenido en grasas. Se ha demostrado que una dieta variada y rica en legumbres ayuda a bajar el nivel de colesterol en la sangre, aunque no se ha demostrado cómo es el modo de actuación. Se cree que este efecto se debe a la presencia de saponina y de determinados esteroles vegetales, de los que son ricas, por lo que pueden obstaculizar la absorción de colesterol, también a que la persona deja de consumir alimentos de origen animal por lo tanto no consumen colesterol.

### Precauciones
- Latirismo: El consumo continuado de harina de almorta, así como de diversas variedades de lupín, es responsable de la acumulación de neurotoxinas en el sistema nervioso que provoca latirismo, una enfermedad que ocasiona una parálisis grave. Esta dolencia, que se presentó en España en los años cuarenta,[1] está latente en zonas pobres de la India.
- Fabismo: Es una enfermedad típica de la cuenca mediterránea y asociada a las legumbres que produce un tipo de anemia hemolítica. Está producida por la ingestión de habas (generalmente verdes), o por el polen de sus flores, y tiene su origen en la deficiencia hereditaria de una enzima que interviene en el metabolismo de los glúcidos.
- Intoxicación por aflatoxinas: Los cacahuetes se deben comer sin la envuelta que protege los frutos bajo la cáscara porque puede estar contaminada por un moho que produce aflatoxinas que son unas sustancias muy tóxicas. El problema se extiende a la ganadería si se utilizan tortas de cacahuete infectado como componente de los forrajes.

#### Contaminación con gluten

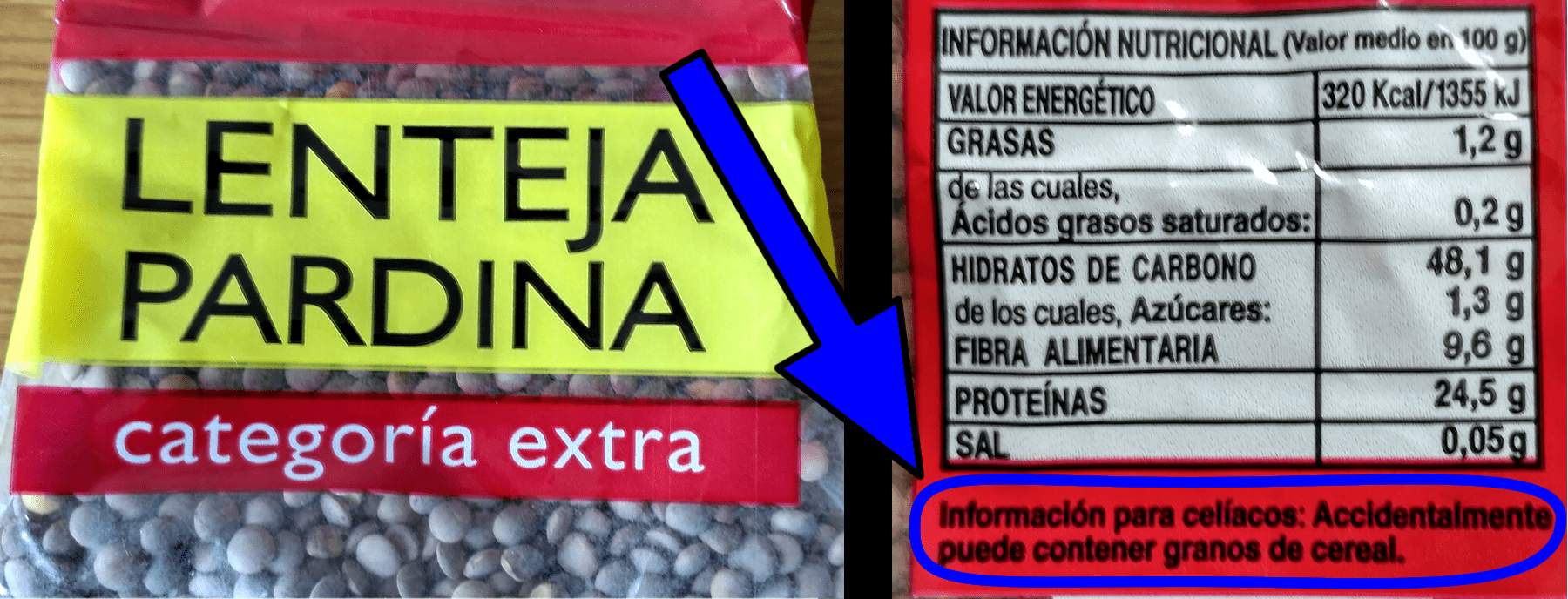
Las lentejas son una fuente insospechada de contaminación con gluten. Algunos fabricantes están empezando a declarar voluntariamente la presencia de granos de cereales.

Las legumbres con frecuencia contienen contaminación con gluten debida a la colindancia con cultivos de cereales y la práctica habitual de rotación de cultivos, y al uso compartido de los equipos de recolección y transporte y de los silos de almacenamiento. Asimismo, pueden contaminarse durante su elaboración en fábricas que utilizan equipos de producción compartidos para alimentos con y sin gluten. Este hecho se produce principalmente en las lentejas, si bien es un tema poco conocido y que resulta normalmente inesperado, al tratarse de alimentos en principio libres de gluten.
El Codex Alimentarius admite un máximo de un 1 % de materias extrañas de origen mineral, animal o vegetal en las legumbres, entre las que se incluyen semillas de otras especies.
El sistema para que las legumbres puedan ser consumidas sin riesgos por las personas que deben seguir una dieta sin gluten, como las que padecen enfermedad celíaca o sensibilidad al gluten no celíaca, consiste en revisarlas una a una para localizar y retirar los granos de cereales y lavarlas abundantemente con agua para eliminar los restos de polvo, antes de ser cocinadas; o bien elegir únicamente legumbres certificadas libres de contaminación con gluten.

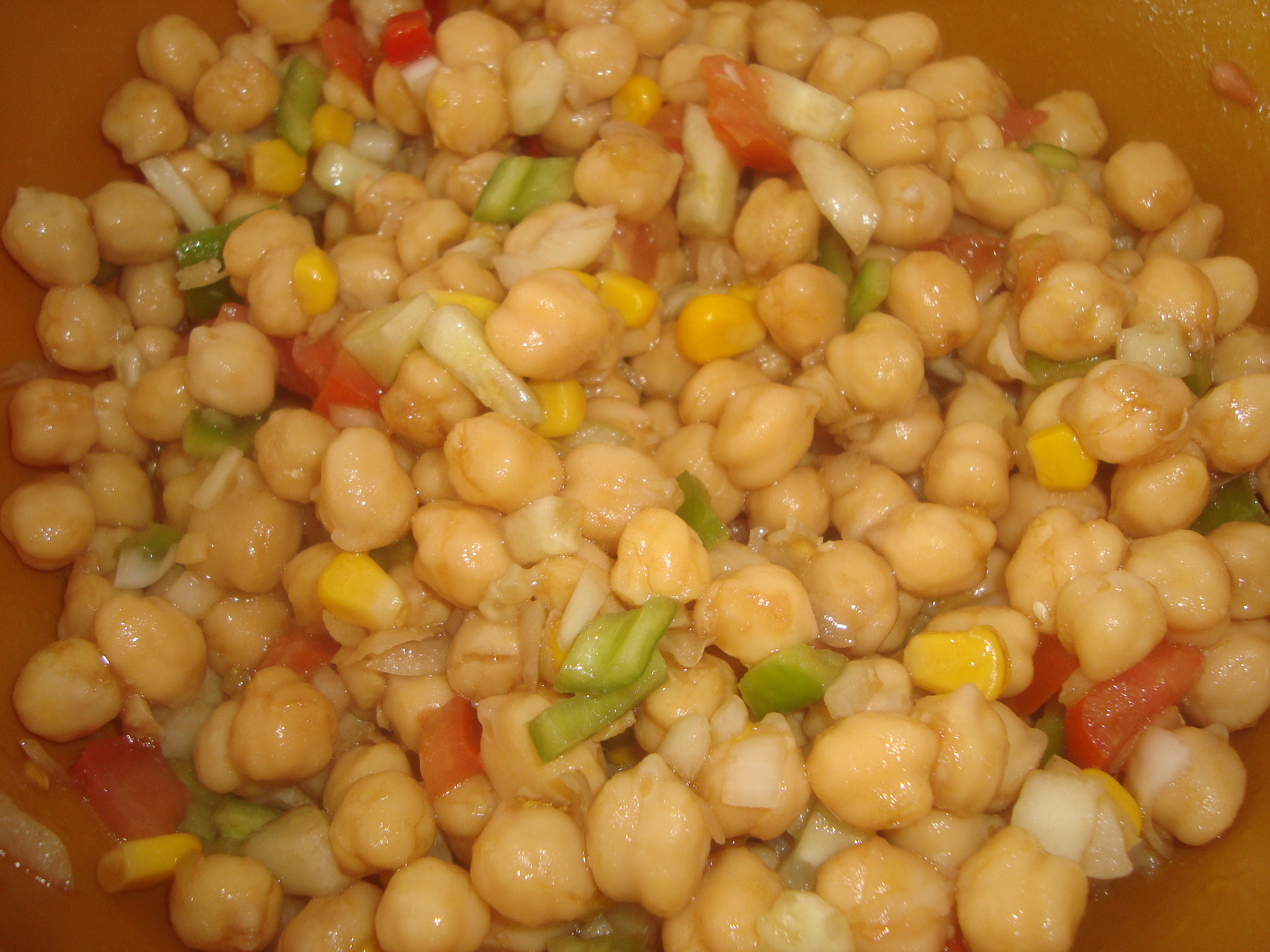
Ensalada de garbanzos cocidos

## Forma de preparación de las legumbres

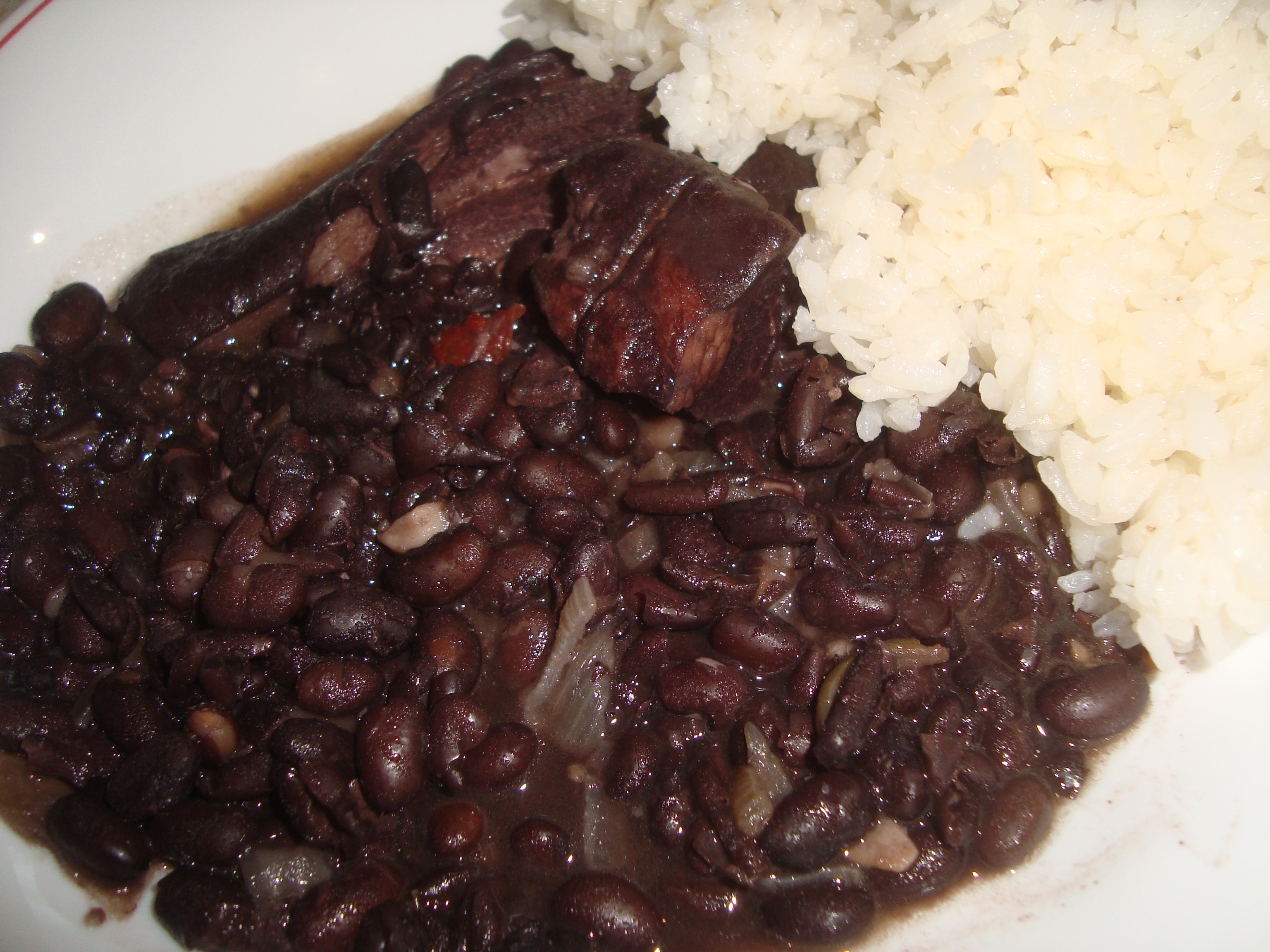
Moros y cristianos, gastronomía cubana

Las legumbres pueden comerse tiernas, secas, de forma cocida, fritas, etcétera. Desde el punto de vista nutricional son más aconsejables las tiernas, aunque desde el punto de vista gastronómico y del paladar, por la variedad de estilos de preparación, las secas son las más utilizadas. Suelen formar parte de numerosas variedades de cocidos.
Granos verdes y legumbres de algunas especies constituyen la base de numerosos platos de cocina. Durante las operaciones culinarias (remojo y cocido) se pierden los tóxicos que pudieran contener. Es esencial que las vainas no tengan «pergamino», que es el tejido intercalado en el parénquima del fruto y su función es provocar la dehiscencia de la vaina para lanzar la semilla madura. La eliminación del pergamino se ha conseguido por selección a lo largo de los siglos o milenios en las especies con variedades de vaina comestible.
Lo más incómodo y menos popular de estos alimentos es su larga preparación, condicionada por un remojo de varias horas previo a una cocción prolongada. Sin estos preparativos culinarios no se podría disponer de féculas y proteínas en condiciones de ser incorporadas al organismo a través del aparato digestivo. Las recomendaciones en el consumo de legumbres son:
1. Ponerlas a remojo unas doce horas antes con agua lo más pura posible sin añadirle sal ni bicarbonato que ralentiza el ablandamiento y altera el sabor, pero una pequeña cantidad de bicarbonato de sosa no tiene manifestación organoléptica alguna y al debilitar las fibras de celulosa de la cubierta de las legumbres las hace menos indigestas y además aumenta la permeabilidad al agua.
2. La cocción no necesariamente debe hacerse en ollas a presión o con cerrado hermético, aunque suelen ser buenas para acortar el tiempo de cocción y conservar las propiedades nutritivas.
3. Se debe añadir sal en el último momento para evitar que las pieles se endurezcan.
4. Se recomienda consumir legumbres dos veces por semana, sin perder este hábito en verano, por ejemplo en ensaladas frías o cremas mezcladas con verduras.

Muchas de las desventajas de la cocción y de su remojo inicial se han eliminado hoy en la actualidad ya que es posible adquirirlas envasadas en latas o en tarros de cristal, que por regla general poseen largos periodos de conservación (oscilan entre los cinco y seis años desde su envasado).

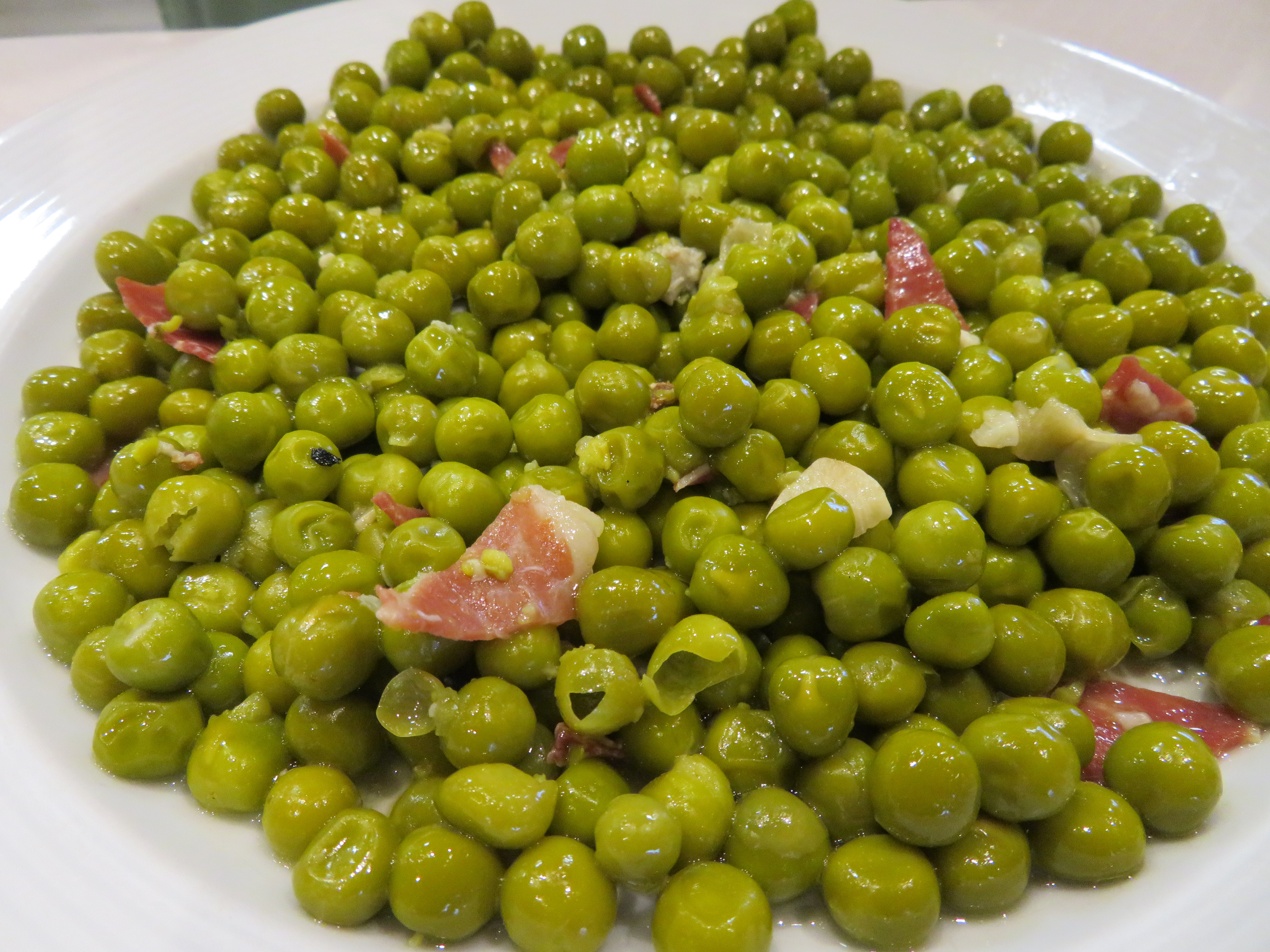
Guisantes cocidos

## Importancia de las leguminosas
Las leguminosas, junto con los cereales y con algunas frutas y raíces tropicales, han sido la base principal de la alimentación humana durante milenios, siendo el uso de las leguminosas, en sus múltiples formas, compañero inseparable de la evolución del hombre. Los factores que han contribuido a la importancia mundial de las legumbres son:
1. El número de especies de la familia es de casi veinte mil. La enorme variabilidad de formas y estrategias adoptadas ha permitido a sus especies adaptarse a las condiciones ecológicas más diversas que van desde los trópicos de África, Asia y América a zonas templadas e incluso frías. La familia Leguminosae que está presente en zonas áridas tiene también especies acuáticas. Sus representantes se encuentran tanto en altitudes inferiores a cero, como en lugares casi inaccesibles de los Andes.
2. El elevado contenido proteico en el grano de algunas especies de leguminosas, convierte esta familia en la principal fuente de proteína vegetal para la mayor parte de herbívoros y omnívoros, y entre estos últimos, para el hombre.
3. La capacidad de tantas leguminosas de establecer una relación simbiótica con microorganismos capaces de fijar el nitrógeno atmosférico y transformarlo en modo asimilable por las plantas, permite la colonización natural de suelos que, de otro modo, permanecerían casi despoblados. Esa característica no solo beneficia a las leguminosas que la poseen, sino a las gramíneas y otras familias que crecen a un lado. Esta asociación es esencial en los grandes prados naturales y artificiales sobre los que se basa la ganadería mundial. La actual crisis energética provoca la vuelta a los clásicos sistemas de alternancia de cultivos que incluyen las leguminosas como sustituto válido de los abonados nitrogenados. Las leguminosas producen por tanto, un estado de fertilización natural para el suelo por lo que puede decirse que son uno de los escasos cultivos ecológicos que permiten la alternancia de legumbres y cereales.

## Historia de las legumbres

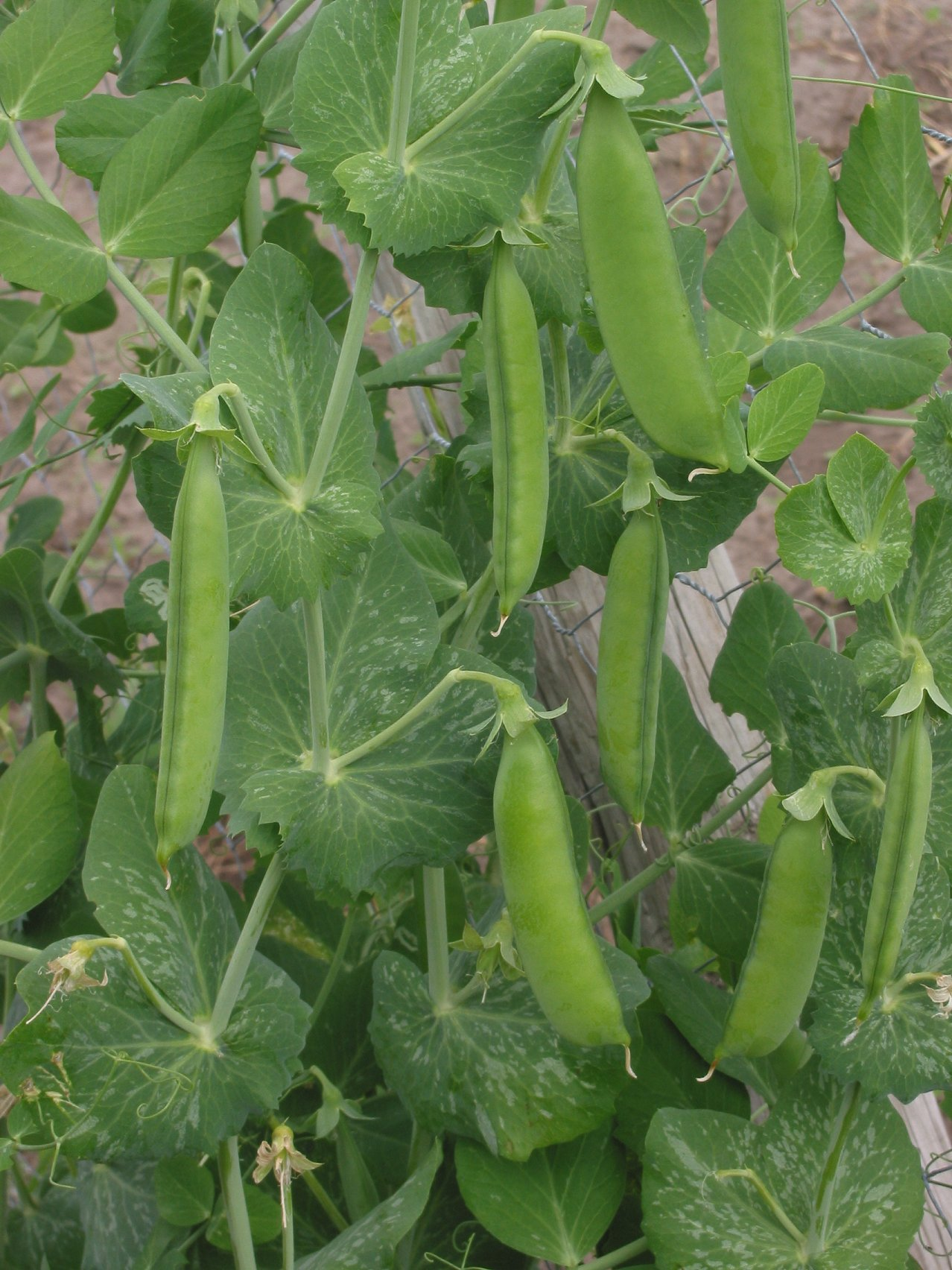
Guisantes verdes en vaina.

Las legumbres tienen diversos orígenes, según la especie:[cita requerida] en Mesopotamia, en la América precolombina y en Asia oriental, adecuándose perfectamente a la agricultura mediterránea. Las leguminosas y los cereales fueron las primeras plantas cultivadas por el hombre. Hace unos diez mil años en la zona del Cercano Oriente, existía una asociación entre ciertas semillas como el trigo, cebada, lenteja, y guisante y los asentamientos humanos, que era un indicativo de una recolección preferencial: primer paso hacia el nacimiento de la agricultura. Los restos fósiles de semillas de trigo, cebada, lentejas y guisantes de hace ocho mil años indican que ya se encontraban domesticadas por el hombre, domesticación que alcanza a las habas en el cuarto milenio antes de Cristo. Las leguminosas también aparecen pronto en la agricultura del Nuevo Mundo (4000 antes de Cristo), precediendo en casi mil años al maíz.
En algunos escritos mediorientales como la Biblia se habla de las legumbres en la dieta del pueblo judío, lo que refleja que éstas han estado presentes en la alimentación mediterránea desde tiempos memorables. En el Libro de Génesis, por ejemplo, se narra la historia de Esaú, quien vendió sus derechos de primogenitura por un guisado de lentejas. También es en la Biblia en la que se registra la primera dieta vegana de los seres humanos. En el Libro de Daniel, Capítulo 1, se relata cómo el rey de Babilonia, Nabucodonosor II, ordenó que se criasen en su palacio algunos hijos de israelitas cautivos, entre ellos el que sería el profeta Daniel, y que se les diese una ración diaria de la comida del rey. En el relato, Daniel pidió al príncipe permiso de no contaminarse con la comida pagana. Al final del período presentaban mejor aspecto que los que seguían la alimentación del rey.

Prueba, ahora, con tus siervos diez días, y dennos de las legumbres a comer, y agua a beber. Parezcan luego delante de ti nuestros rostros, y los rostros de los muchachos que comen de la ración de la comida del rey; y según que vieres, harás con tus siervos. Consintió, pues, con ellos en esto, y probó con ellos diez días. Y al cabo de los diez días pareció el rostro de ellos mejor y más gordo de carne, que los otros muchachos que comían de la ración de la comida del rey. Así, fue que Melsar tomaba la ración de la comida de ellos, y el vino de su beber, y les daba legumbres.
Daniel 1:12-16, Sagradas Escrituras (1569)

En el relato se narra como se siguió con esta alimentación y cuando fueron conducidos ante el Rey Nabucodonosor, este «no encontró entre todos ninguno como Daniel y sus compañeros». Por su parte, una de las sentencias del libro de Proverbios de Salomón, declara que: «mejor es la comida de legumbres donde hay amor, que de buey engordado donde hay odio».
Por otra parte, los antiguos egipcios tuvieron en alta estima a las lentejas, cultivándolas extensamente y con mucho cuidado. Fueron también muy apreciadas por los romanos; se dice que en el barco especial en que se transportó un obelisco desde Egipto a Roma, durante el reinado de Calígula, se transportaron 840 toneladas de lentejas. Sin embargo, las habas fueron consideradas por los egipcios como alimento despreciable. Los sacerdotes no las comían, aunque el pueblo llano sí. Tampoco eran estimadas por los griegos y los romanos. La causa tal vez haya que buscarla en que pueden provocar fabismo (véase también latirismo). El guisante (o arveja) era alimento habitual en Roma, aunque tampoco muy apreciado. Fue en el siglo XVII cuando se popularizó su consumo en verde y se convierte, en la corte de Luis XIV, en «una moda y una locura» en palabras de Madame de Maintenon.
La judía, cultivada en toda América desde tiempos remotos, se trajo de América a Europa en el siglo XVI, constituyendo al principio un lujo extraordinario, accesible sólo a la mesa de los ricos.[cita requerida]
Desde el cultivo de lentejas y garbanzos en la civilización egipcia y con la incorporación después de las alubias blancas y rojas que llegaron procedentes del Nuevo Mundo, se instauraron en las comidas y guisos mediterráneos en la dieta mediterránea.
Corresponde a la soja el orgullo de ser la primera leguminosa de la que se dejó constancia escrita: en los libros de Shen Nung, que datan del año 2800 antes de Cristo, se describen los cinco cultivos principales y sagrados de China: arroz, soja, trigo, cebada y mijo. Con ella los antiguos elaboraban preparados de alto contenido proteínico (requesón, salsas, quesos, pastas) utilizadas para condimentar y enriquecer su alimentación básica en cereales. Es alrededor del siglo IV antes de Cristo cuando idearon métodos para extraer su aceite.

## Sociología de su consumo
A las leguminosas secas se les ha llamado «la carne del pobre», designación que tiene interés desde varios puntos de vista:
1. En primer lugar, por su alto contenido proteínico ya que la mayor parte de las leguminosas sobrepasan el 20 % de proteínas en sus semillas. Ya en tiempos medievales la Iglesia católica recomendaba el consumo de legumbres durante la Cuaresma.
2. En segundo lugar, se asocian las leguminosas con la idea de pobreza frente al consumo de carne animal, símbolo de riqueza. Esta asociación viene de antiguo, siendo conocida y familiar en la antigua Grecia clásica. Así en Pluto, de Aristófanes, uno de los personajes comenta, hablando de un nuevo rico: «ahora ya no le gustan las lentejas».
3. En tercer lugar la expresión «carne de pobre» es despectiva en el sentido de que constituye un alimento de «segunda clase». [cita requerida]

### El problema de la flatulencia
La generación de gas en el aparato digestivo como consecuencia del consumo de legumbres se debe a las grandes cantidades de hidratos de carbono que contienen algunas de ellas (especialmente, la soja, el frijol blanco y el frijol de media luna). Dado que las enzimas digestivas humanas no pueden transformarlos en azúcares asimilables, esos hidratos salen del intestino superior inalterados y entran en las zonas inferiores del intestino, donde las bacterias residentes realizan la función que deberían haber hecho esas enzimas. Las variedades de hidratos de carbono que son las principales responsables de la producción de gas son los oligosacáridos, el dióxido de carbono y el hidrógeno.

## Consumo mundial

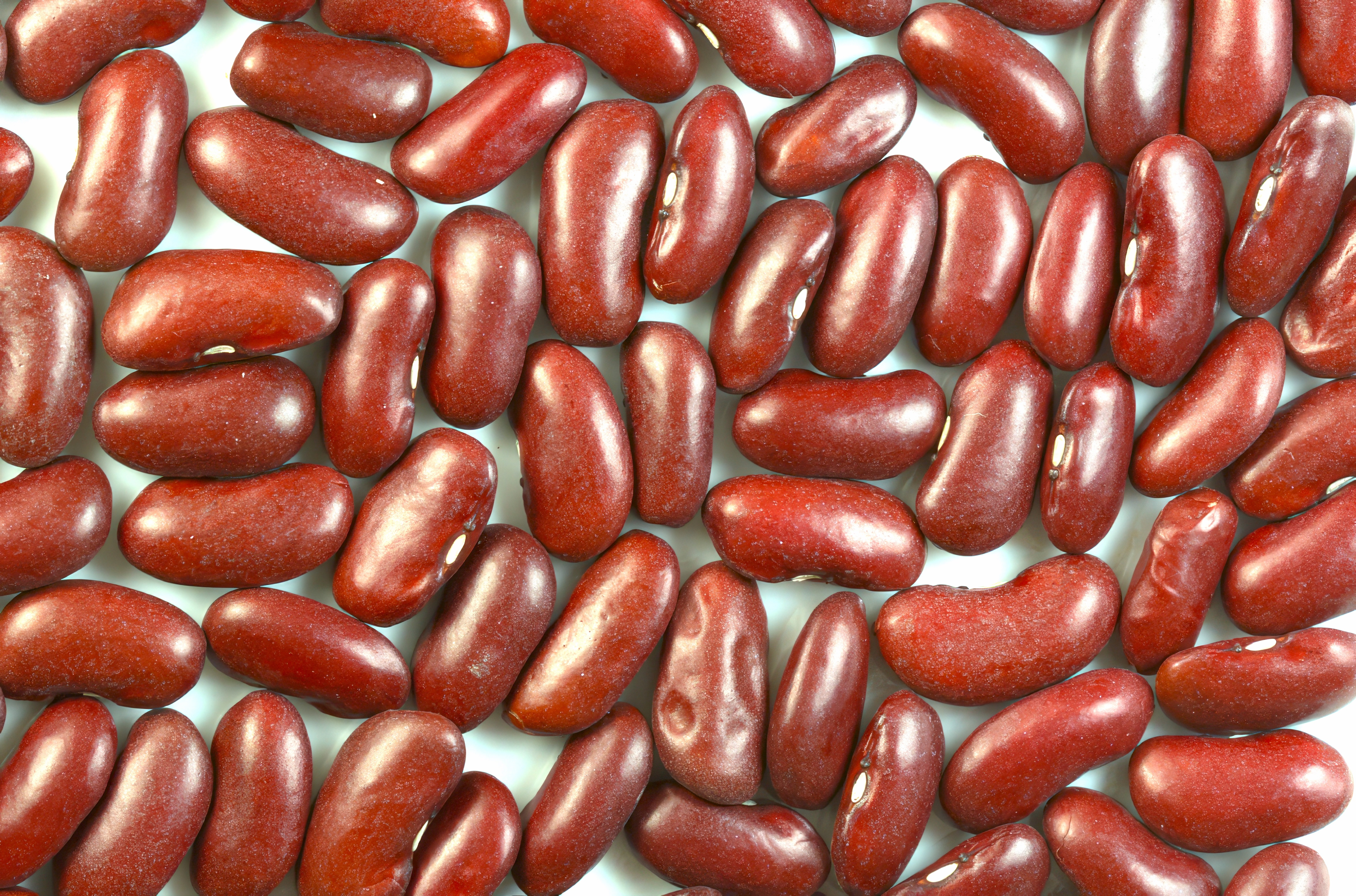
Judías de tipo red kidney.

Actualmente, el consumo de leguminosas varía desde los tres gramos/persona/día en Suecia, Alemania, etc. y los setenta y  un gramos en la India. Este consumo es inverso al consumo de proteínas de origen animal.
Según los datos de la FAO, en Estados Unidos e Italia el consumo de leguminosas desciende con el aumento de los ingresos. En Austria, Alemania, Países Bajos, Noruega y la mayoría de los países de Europa Central y Septentrional, el pequeño consumo de las leguminosas no está influido por los ingresos. En la India, Japón y otros países asiáticos el consumo de leguminosas es mayor en los grupos de rentas elevadas que en las más inferiores. Encuestas realizadas sobre las tendencias en Colombia parecen indicar mayor consumo en familias más ricas.
El consumo de legumbres en España ha descendido de forma acusada a partir de los años sesenta. Las causas son múltiples, entre las que se encuentran el desarrollo del sector ganadero, que ha favorecido la producción de alimentos propios para los animales, la ausencia de procesos de investigación eficaces para ofrecer semillas de calidad a los agricultores, el escaso interés del sector industrial en cuanto a su comercialización, a pesar de que se encuentran platos tradicionales en conserva como la fabada o el cocido y la tendencia de los consumidores a elegir proteínas de origen animal. Otra causa del descenso del consumo de legumbres es el aumento del nivel de vida que ha incrementado el consumo de otros alimentos y el estilo de vida: la mujer y el hombre trabajan fuera de casa y ninguno de ellos dispone de mucho tiempo para cocinar.
En definitiva, la desigualdad creciente en la distribución de la riqueza y el aumento de la población humana permiten prever que el consumo de carne no se sustituirá ni a corto ni a medio plazo por el suministro de proteínas vegetales en la dieta. Una posible solución sería la de evitar la transformación de la proteína vegetal en animal utilizando directamente aquella en la alimentación humana. Las leguminosas figuran entre los principales candidatos a ocupar dicho papel, dado su interesante contenido en proteínas.